# Aranyosegerbegy
Aranyosegerbegy (románul Viișoara, németül Erlenmarkt) település Romániában, Kolozs megyében, az azonos nevű község központja. Aranyosgyérestől 2 kilométerre, az Aranyos folyó bal partján fekszik.

## Története
Első írásos említése 1318-ból származik, ekkor Egerbeg néven írják. 1332-ben már plébániatemploma volt, de ez az idők folyamán elpusztult. Mai református temploma 1796-99-ben, a katolikus kápolna pedig 1936-ban épült.
1744-ben egy Mária Terézia-féle oklevélen városként említik (Oppidum nostrum privilegiatum Egerbegy), de arra nézve nem maradtak fenn okiratok, hogy mikor kapott városi rangot. 1762. szeptember 27-én itt tartották Torda vármegye közgyűlését. 1848-ban Egerbegy és Aranyosgyéres együtt egy századnyi nemzetőrt (370 fő) állítottak ki, amelynek fegyverzete 120 vadászpuska, 50 huszárkarabély és 200 lándzsa volt.
1947-ben itt szervezték az Ifjúsági Keresztény Egyesület (IKE) XIX. konferenciáját.
1850-ben a község 2951 lakosa közül 1431 román és 1232 magyar volt; 1992-ben a 6003 lakosból a románok száma 4159, a magyaroké 1533 volt.

## Látnivalók

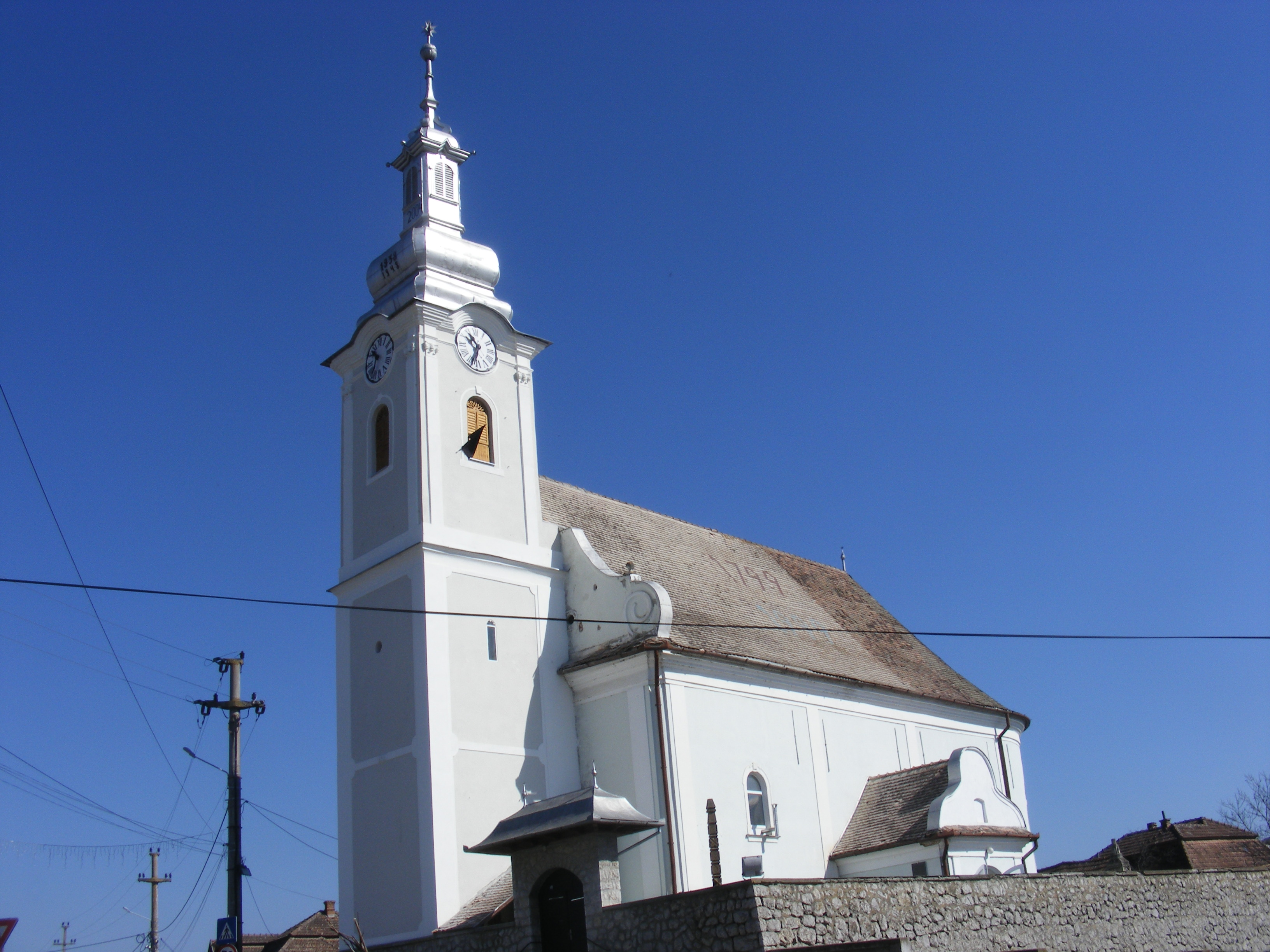
Barokk református templom
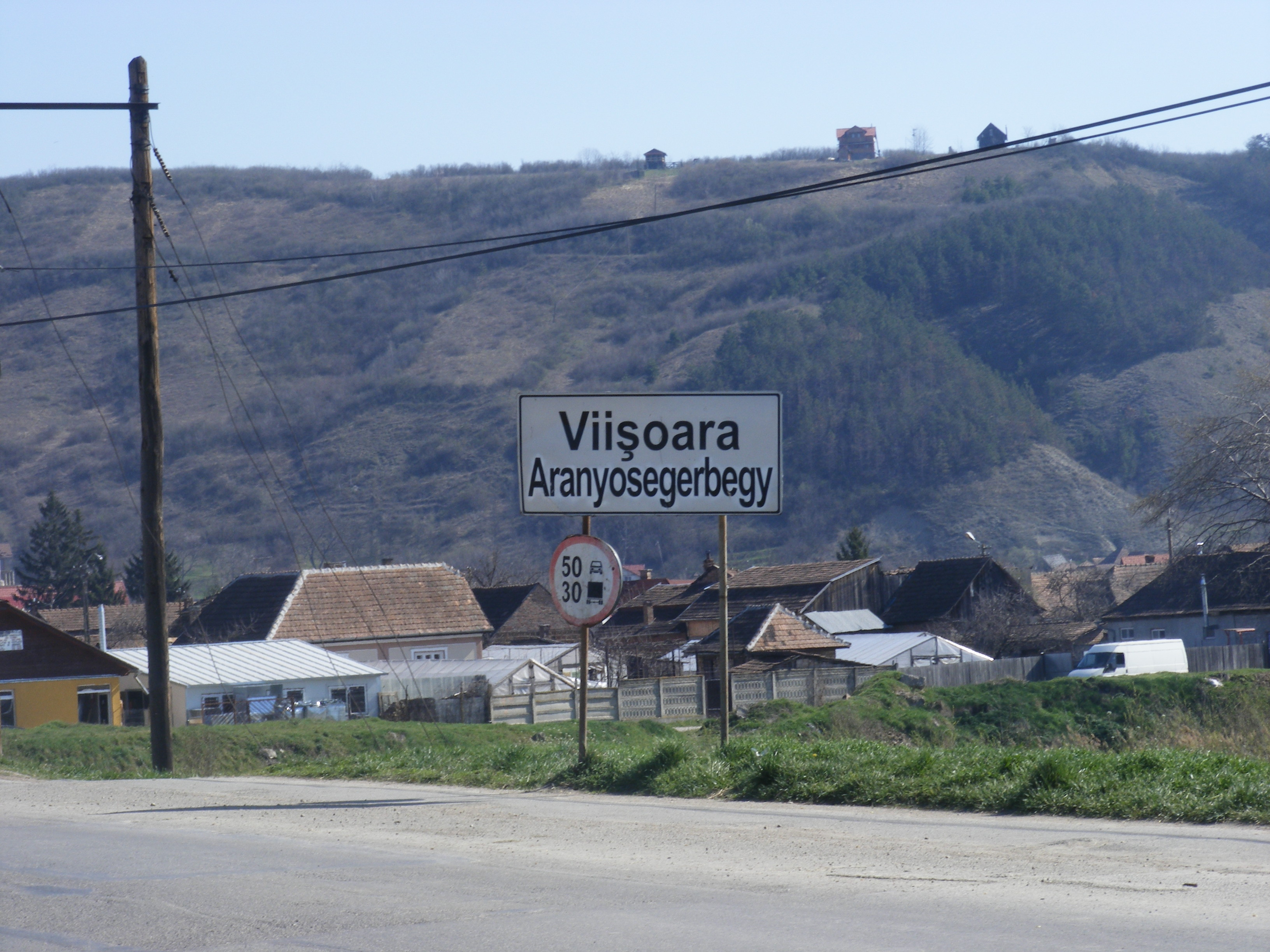
A falu bejárata.

- Lepkerezervátum, 700 lepkefajjal  (pdf)
- Múzeum